# 세계 한인의 날
세계 한인의 날(영어: Korean Day)은 10월 5일이다. 외교부 주관으로 세계 각지에 거주하는 재외동포의 민족적 의의를 되새기는 행사를 개최하는 대한민국의 기념일이다. 2007년부터 기념하고 있다.